# Parastygarctus biungulatus
Parastygarctus biungulatus är en djurart som tillhör fylumet trögkrypare, och som beskrevs av Morone De Lucia, Grimaldi de Zio och D'Addabbo Gallo 1984. Parastygarctus biungulatus ingår i släktet Parastygarctus och familjen Stygarctidae. Inga underarter finns listade i Catalogue of Life.